# Брум, Габриэлла
Габриэлла Брум (нем. Gabriella Brum; род. 22 марта 1962 или 19 мая 1962, Берлин) — немецко-британская модель, супермодель, фотомодель и королева красоты, победительница конкурса «Мисс мира 1980 года», но через 18 часов она ушла в отставку сказав, что её парень не одобряет это. Она заявила, что это произошло и из-за давления со стороны средств массовой информации, хотя были также утверждения, что ранее она снималась обнаженной в жёлтом журнале. В итоге титул «Мисс мира» получила Кимберли Сантос из Гуама, занимавшая в общем зачёте второе место.

## Биография
Габриэлла Брум родился 22 марта 1962 года в городе Берлине. Мать Брума, немка Анжелика Рур, познакомилась с британским солдатом Эдвардом Брумом из Лондона в 1961 году, но через несколько лет пара рассталась; за время их сожительства у них родилась дочь Габриэлла. Сперва девочка училась в Гимназии Лессинга в Берлине с 1976 по 1980 год, но бросила образование ради заветной карьеры в кино. Она работала под разными псевдонимами и познакомилась с исполняющим обязанности режиссёра, оператора и продюсера Вольфгангом Бенно Белленбаумом (1928–1984), с которым поехала в Лос-Анджелес, где работала моделью.
26 июня 1980 года восемнадцатилетняя Габриэлла Брум была коронована на национальном конкурсе как «Мисс Германия» в Международном конгресс-центре (ICC) в немецкой столице. Статья в «Time» от июля 1980 года показывает, что её избрание встретило в Германии массу критики;  жалобы в основном были основаны на том, что для фрау Брум её историческая родина более не является основным места жительства, да и отец её вовсе не немец.
13 ноября 1980 года Г. Брум выиграла конкурс «Мисс Мира» в Альберт-холле в Лондоне, став второй немецкой гражданкой, выигравшей этот титул, после актрисы и телеведущей из ФРГ Петры Шюрман-Фройнд. Второе место заняла Кимберли Сантос из Гуама. На следующий день Брум подала в отставку на том основании, что её парень не согласен с её новыми обязательствами, и она «хотела быть с Бенно, а не летать по миру по строгому контракту на год». Позже выяснилось, что она была вынуждена уйти в отставку из-за обвинений в наличии её обнаженных фотографий. В интервью «Der Spiegel» в 2008 году фотограф Вольфганг Хейлеманн сказал, что он «сделал фотографии обнаженной Брум в постели, дерущейся подушками со своим парнем», как часть истории обложки «Мисс Мира» для «Paris Match». Возможно эти снимки попали в руки одному из вышеупомянутых критиков заграничной жизни модели и она стала объектом шантажа, а возможно из выкупил тот, кто желал победы на конкурсе Гуаму; вряд-ли когда-нибудь это будет известно точно.
В первые годы после конкурса Габриэлла Брум была довольно успешной моделью в Соединённых Штатах Америки. В 1981 году в номере пятом она появилась на обложке журнала «Playboy», где держит в своей руке глобус символизирующий мир, королевой которого она и была.
В 1981 году она вышла замуж за Вольфганга Бенно Белленбаума с которым и приехала в Лос-Анджелес, но  вскоре они расстались; три года спустя супруг застрелился в своей квартире в Энсино и его тело было опознано Брамом. Было найдено прощальное письмо В. Б Белленбаума, на момент самоубийства ему было 55 лет.
После смерти мужа Габриэлла Брум продолжала жить в Лос-Анжелесе.